# Ernst Tristan Kurtzahn
Ernst Tristan Kurtzahn (* 29. November 1879 in Königsberg; † 1939 in Hamburg) war ein Schiffbau-Ingenieur, Lehrer, Freimaurer bei der Johannis-Loge Boanerges zur Bruderliebe, Mitglied des Ordo Templi Orientis, Autor, Kabbalist und Tarotforscher.
Im Jahre 1915, angeregt durch Gustav Meyrinks Roman Der Golem (Kapitel 10. Das Licht), begann sich Kurtzahn für den Tarot zu interessieren, fand aber keine deutschsprachige Literatur über den Tarot, außer einem kleinen Eintrag zum Tarock in einem Spielkartenbuch.

Durch den Ersten Weltkrieg hatte er keine Möglichkeit, an Bücher französischer oder englischer Okkultisten zu gelangen. Der mit Kurtzahn befreundete Esoteriker Dr. Hummel, welcher selbst über den Tarot schreiben wollte, gewährte Kurtzahn jedoch freien Zugang zu dessen Büchersammlung französischer Okkultisten. Basierend auf den Werken von Etteilla, Papus und Éliphas Lévi veröffentlichte Kurtzahn im Jahre 1920 das Buch Der Tarot, die kabbalistische Methode der Zukunftsforschung als Schlüssel zum Okkultismus beim Talisverlag in Leipzig, das erste deutschsprachige Buch über den Tarot, zusammen mit einem von ihm gestalteten Tarot, ebenfalls dem ersten esoterischen Tarot in deutscher Sprache.

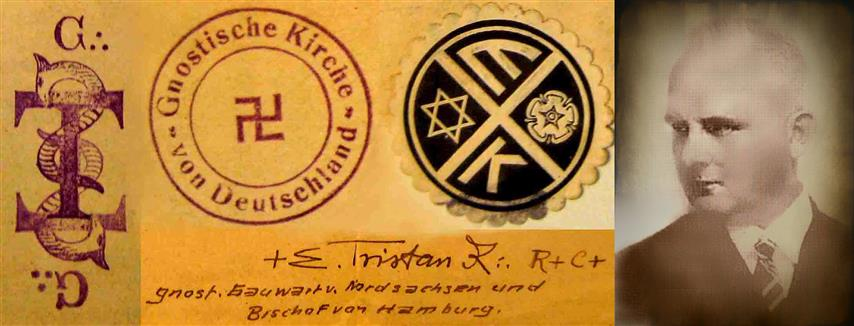
Mitgliedsausweis bei der Gnostisch-Katholische Kirche von Ernst Tristan Kurszahn, ca. 1924

Ab 1924 ist Kurtzahn unter anderem mit dem Synonym Eklesiarch bei der  Gnostisch-Katholischen Kirche gelistet.